# Vergeten gedicht
Vergeten gedicht is een gedicht van Gerrit Komrij.

## Geschiedenis
In  1964 stond dit gedicht met de beginregel Ik ging per parachute naar de lommerd in een cahier van Komrij. Het bleek de oerversie van het nooit gebundelde gedicht Reis dat in 1964 werd gepubliceerd in het studententijdschrift Kaas en brood. De eerste afzonderlijke druk verscheen op 28 maart 2015 ter gelegenheid van Het Komrijk in Antwerpen bij de private press uit Kalmthout: de Carbolineum Pers.

### Uitgave
De uitgave werd met de hand gezet uit de letter Perpetua. Zij werd gedrukt op Van Gelder Posthoorn papier in een oplage van vijftig exemplaren. De exemplaren werden met de hand genummerd. De vier ongenummerde pagina's zijn ingenaaid in een oranje omslag.